# 匿名掲示板
匿名掲示板（とくめいけいじばん）とは、多くの投稿が匿名で行われる電子掲示板のこと。『通信ネットワーク用語事典』によれば、ウェブサイトの管理者がリモートホスト情報などを取得・保存をしておらず、投稿者の身元を特定することが難しい電子掲示板のことを指す。

## オンライン匿名性の歴史
オンライン匿名性の起源は、1980年代後半のUsenetニュースグループに無効な電子メールアドレスを使用してニュースグループに投稿する利用法にまで遡ることができる。この手法はある種のセンシティブなトピック（エロや出会い系など）が付随するニュースグループにおける議論で主に用いられた。一例は、1988年頃にDave Mackによって立てられたSMに関するニュースグループalt.sex.bondageがある。情報の投稿を匿名で利用することを促進するオンラインサービスは1992年半ば頃からサイファーパンクグループに端を発して急速に広がった。ワールドワイドウェブによるインターネットが始まってからも、匿名掲示板サービスが、匿名メール転送サーバー (en、メール送信者のメールアドレスを除去してから受信者に転送する) や偽名メール転送サーバ (en、匿名メールと異なり返信を受けることができるが、メール所有者は特定できない) を利用してサービス提供されたが、多くは長続きしなかった。匿名投稿に対してネット市民やシステム管理者の反発による削除・閉鎖要求が強かったためである。匿名サーバ（en、ユーザーのIDを改変して匿名化して転送するサーバ）で著名なものにはKleinpaste, Clunie and Helsingiu (Anon.penet.fri) があった。1993年には匿名サーバから転送されたメッセージの投稿をキャンセルするARMMシステムなどが開発されている。1993年には匿名投稿者がサイエントロジーのコンピュータからデータを盗み出してニュースグループに投稿し、サイエントロジーがニュースグループの運営者と通信事業者を訴えるという事件が発生した。また同年、LifeStylesという掲示板で"Poo Bear"と"Wild One"という匿名投稿者によって児童ポルノが多数投稿され、警察による捜査によって投稿者が逮捕される事件も発生した。1996年には、サイバースペース独立宣言が行われた。
2ちゃんねるや4chanなどの匿名投稿ができるワールドワイドウェブ上の巨大な電子掲示板の前身はあやしいわーるどやあめぞうなどのテキスト掲示板(en) である。しかし、巨大匿名掲示板はUsenet文化に大きくインスパイアされている。不謹慎ネタが主要トピックになったのは後のことで、もともとは技術についての議論などが主要なトピックであった。

## 文化
立教大学の田辺龍は、日本では、狂歌を代表とする江戸時代の落書き・パロディの文化が「面白い」情報を流通させるメディアとして匿名掲示板に継承されていると2006年に指摘した。鈴木淳史は日本で落書や落首の権力へのあざけりや告発の文化が匿名掲示板である2ちゃんねる（後の5ちゃんねる）に受け継がれたと2003年に見なした。
藤原正弘と木村忠正はインターネットサービスの類型を分類し、どのようなサイトがどのような文化傾向と親和性が高いかを論じ、そのなかで匿名掲示板は不確実性を回避する傾向が高く一般的信頼を持ちにくい文化傾向と親和性が高いとした。

## 問題点と対策
発信元が分からないようにされ投稿者の情報が秘匿されると強調されている掲示板で名誉毀損、および侮辱にあたる発言が行われ運営者が（情報開示を恐れて）その削除を怠ったいわゆる「動物病院対2チャンネル事件」では、被害者が損害賠償金250万円の支払いを求めた。平成14年12月25日控訴審の判決で東京高裁は「匿名性という本件掲示板の特性を標榜して匿名による発言を誘引している控訴人には、利用者に注意を喚起するなどして本件掲示板に他人の権利を侵害する発言が書き込まれないようにするとともに、そのような発言が書き込まれたときには、被害者の被害が拡大しないようにするため直ちにこれを削除する義務がある」とした。
電子掲示板の匿名性が社会問題化したことからリモート・ホストの記録を始めた電子掲示板もある。

## 日本の匿名掲示板群一覧
日本では匿名掲示板を群にすることが好まれている。
- 5ちゃんねる[13]
- 2ちゃんねる (2ch.sc)[14]
- おーぷん2ちゃんねる[15]
- したらば掲示板[16]
- ふたばちゃんねる[17]